# هایلشام
latitudeهایلشامlongitudeهایلشام
هایلشام (به انگلیسی: Hailsham) یک شهرک در بریتانیا است که در انگلستان واقع شده‌است.

## خصوصیات
هایلشام ۱۹٫۴ کیلومترمربع مساحت و ۲۰٬۵۰۰ نفر جمعیت دارد.